# Alsaština

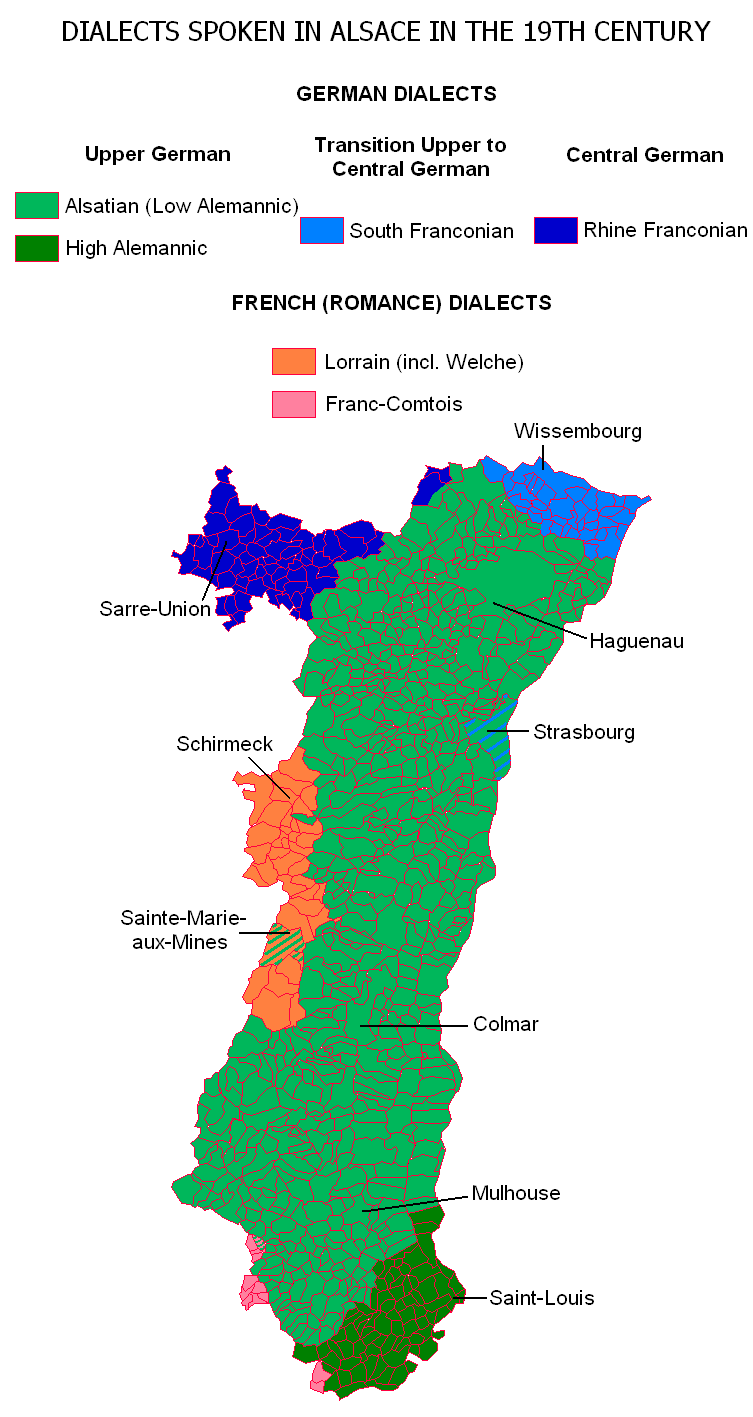
Jazykové dialekty na území Alsaska v 19. století. Alsaština je označena světle zeleně, ostatní německé dialekty odstíny zelené a modré, francouzské dialekty jsou označeny oranžově a růžově.

Alsaština (alsasky Elsassisch, německy Elsässisch, francouzsky Alsacien) je alemanský dialekt Alsaska.
Ačkoliv není mluvčím standardní němčiny snadno srozumitelná, je blízce příbuzná ostatním alemanským dialektům, například švýcarské němčině nebo bádenštině. Často je zaměňována se vzdáleněji příbuznou západogermánskou frančtinou. Obě jsou ve francouzštině nazývány alsacien.
Mnoho mluvčích píše ve standardní němčině názvy ulic (původně pouze francouzské, nyní na některých místech, zvláště ve Štrasburku, dvojjazyčné) ačkoliv užívají místní výslovnost a zápis.
Podle ústavy páté francouzské republiky není žádnému místnímu jazyku propůjčen status jazyka úředního, nicméně francouzská vláda zahrnula alsaštinu do seznamu jazyků Francie.

## Příklady

### Číslovky
| Alsasky | Česky |
| eins    | jeden |
| zwei    | dva   |
| drèï    | tři   |
| viar    | čtyři |
| fimf    | pět   |
| sex     | šest  |
| siwwa   | sedm  |
| ååcht   | osm   |
| nîn     | devět |
| zehn    | deset |

### Slova
| česky | alsasky | německy | francouzsky   |
| ----- | ------- | ------- | ------------- |
| Země  | harz    | Erde    | terre         |
| nebe  | hemmel  | Himmel  | ciel          |
| voda  | wàsser  | Wasser  | eau           |
| oheň  | fihr    | Feuer   | feu           |
| muž   | mànn    | Mann    | homme         |
| žena  | frài    | Frau    | femme         |
| jíst  | assa    | essen   | manger        |
| pít   | trenka  | trinken | boire         |
| velký | groos   | groß    | grand, grande |
| malý  | klai    | klein   | petit, petite |
| noc   | nàcht   | Nacht   | nuit          |
| den   | däi     | Tag     | jour          |

## Galerie

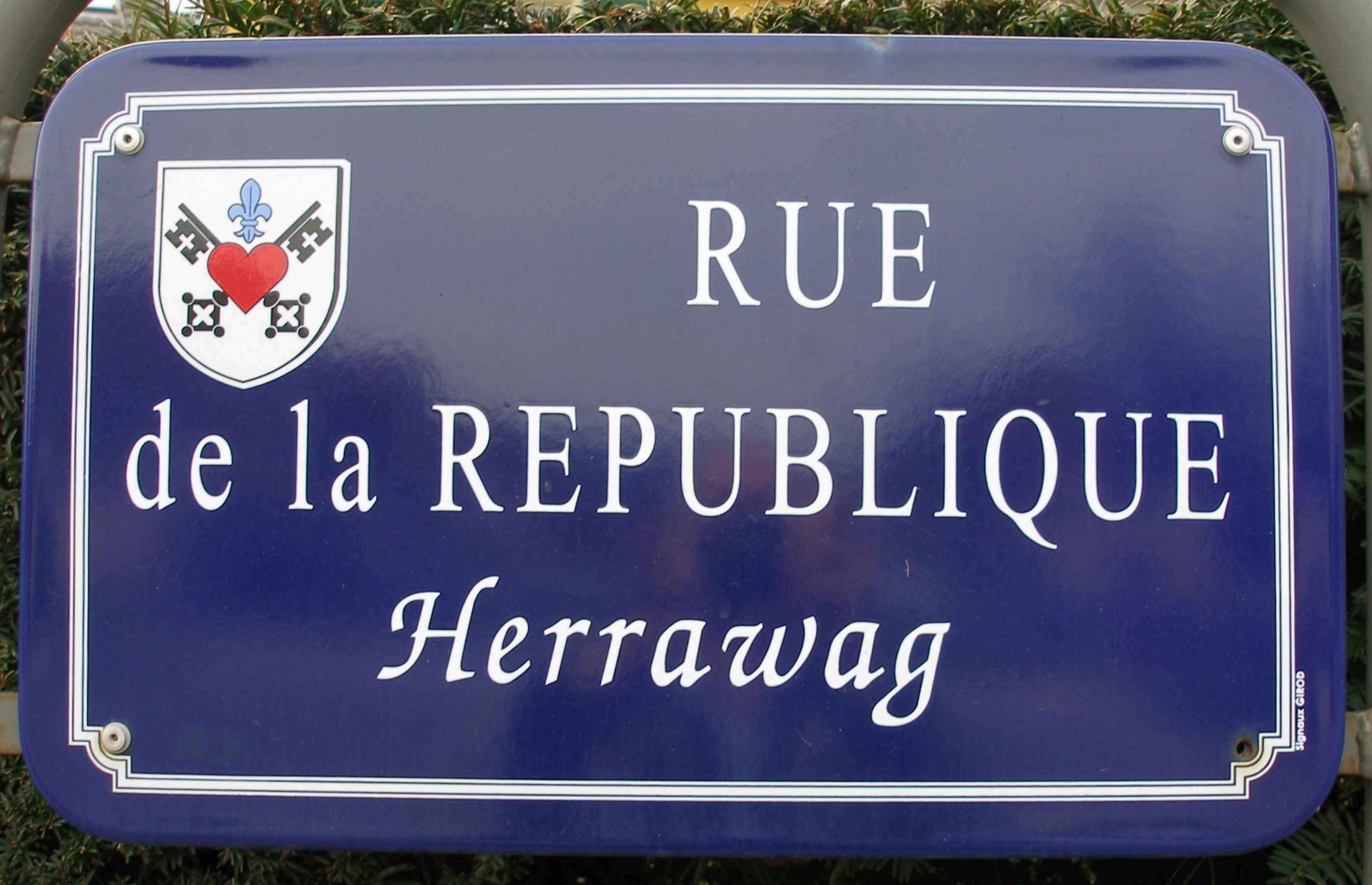
Název ulice ve vesnici Waldighoffen v Alsasku: úplně dole je název v alsaštině, nad ním ve francouzštině.
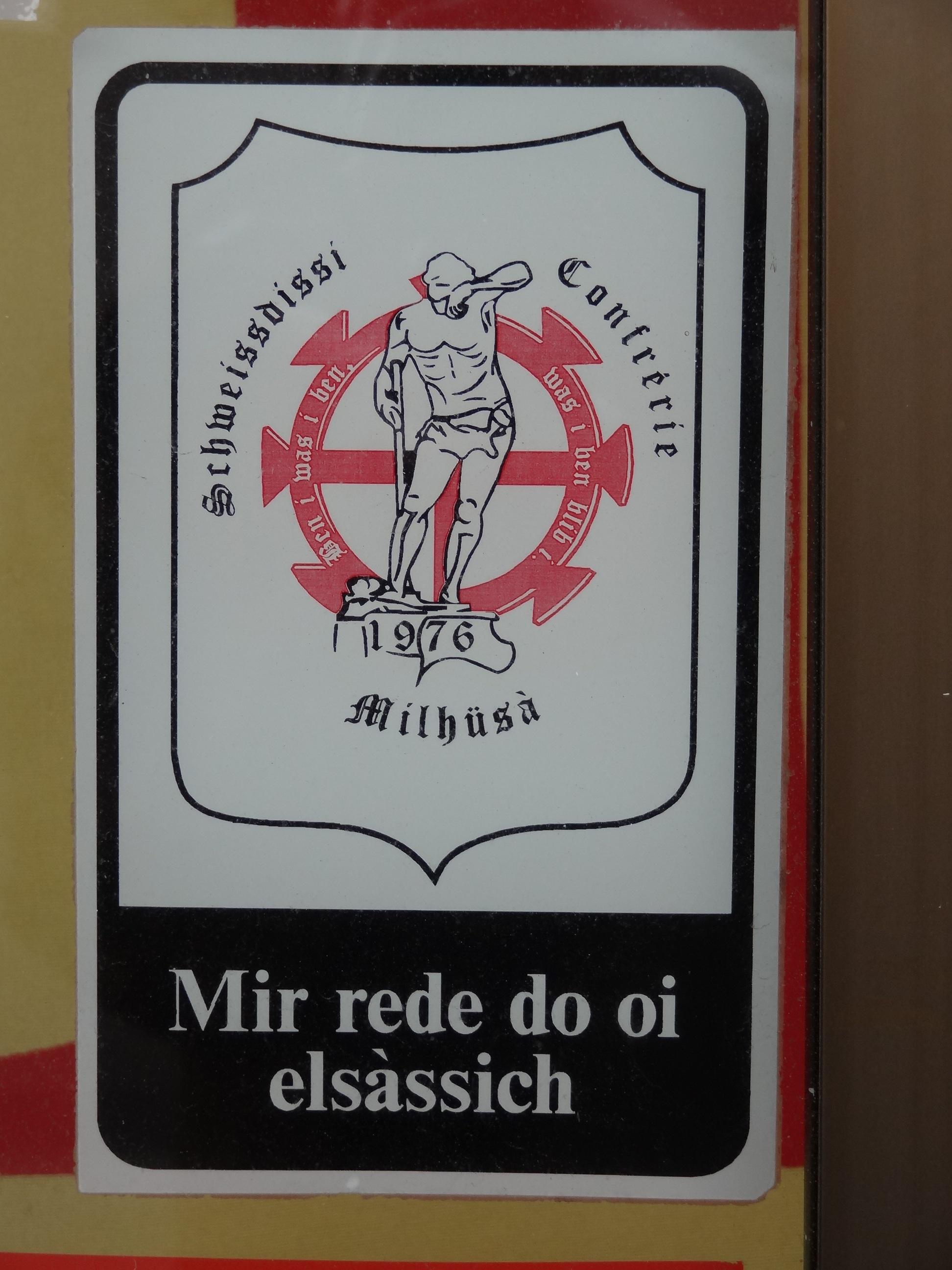
Nálepka na skle výlohy obchodu v Mylhúzách. Dole je alsasky napsáno: „Mluvíme tady i alsasky.“
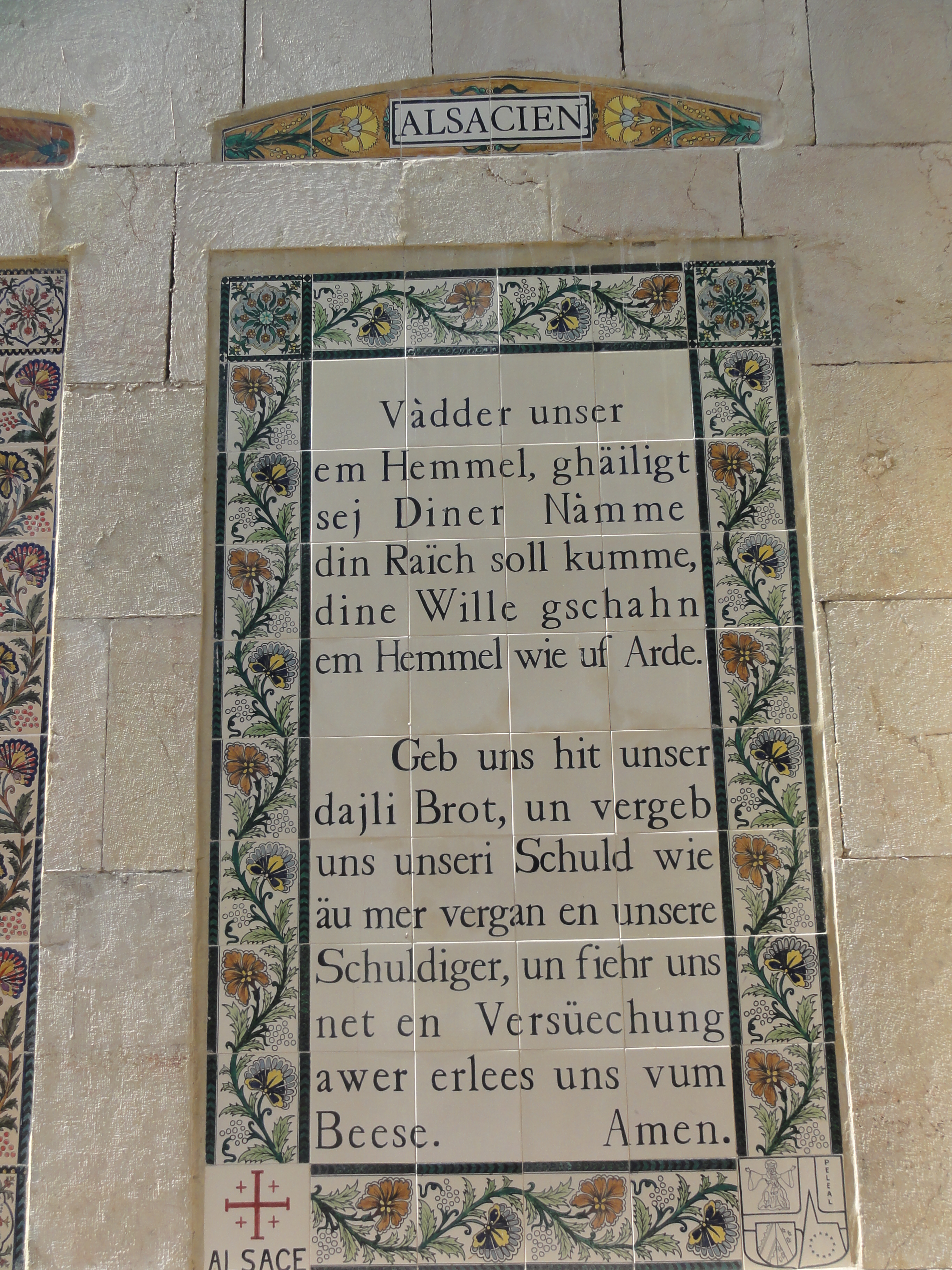
Otčenáš v alsaštině